# Verneuil (Marne)
Verneuil is een gemeente in het Franse departement Marne (regio Grand Est) en telt 784 inwoners (1999). De plaats maakt deel uit van het arrondissement Épernay.

## Geografie
De oppervlakte van Verneuil bedraagt 13,2 km², de bevolkingsdichtheid is 59,4 inwoners per km².
De onderstaande kaart toont de ligging van Verneuil (Marne) met de belangrijkste infrastructuur en aangrenzende gemeenten.

## Demografie
Onderstaande figuur toont het verloop van het inwonertal (bron: INSEE-tellingen).